# 短吻副南麗魚
短吻副南麗魚，為輻鰭魚綱鱸形目隆頭魚亞目慈鯛科的其中一種，被IUCN列為易危保育類動物，分布於非洲加彭及喀麥隆東南部淡水流域，體長可達5.1公分，棲息在森林覆蓋的小溪，生活習性不明，可作為觀賞魚。

## 擴展閱讀
維基物種上的相關：短吻副南麗魚